# Piramidion

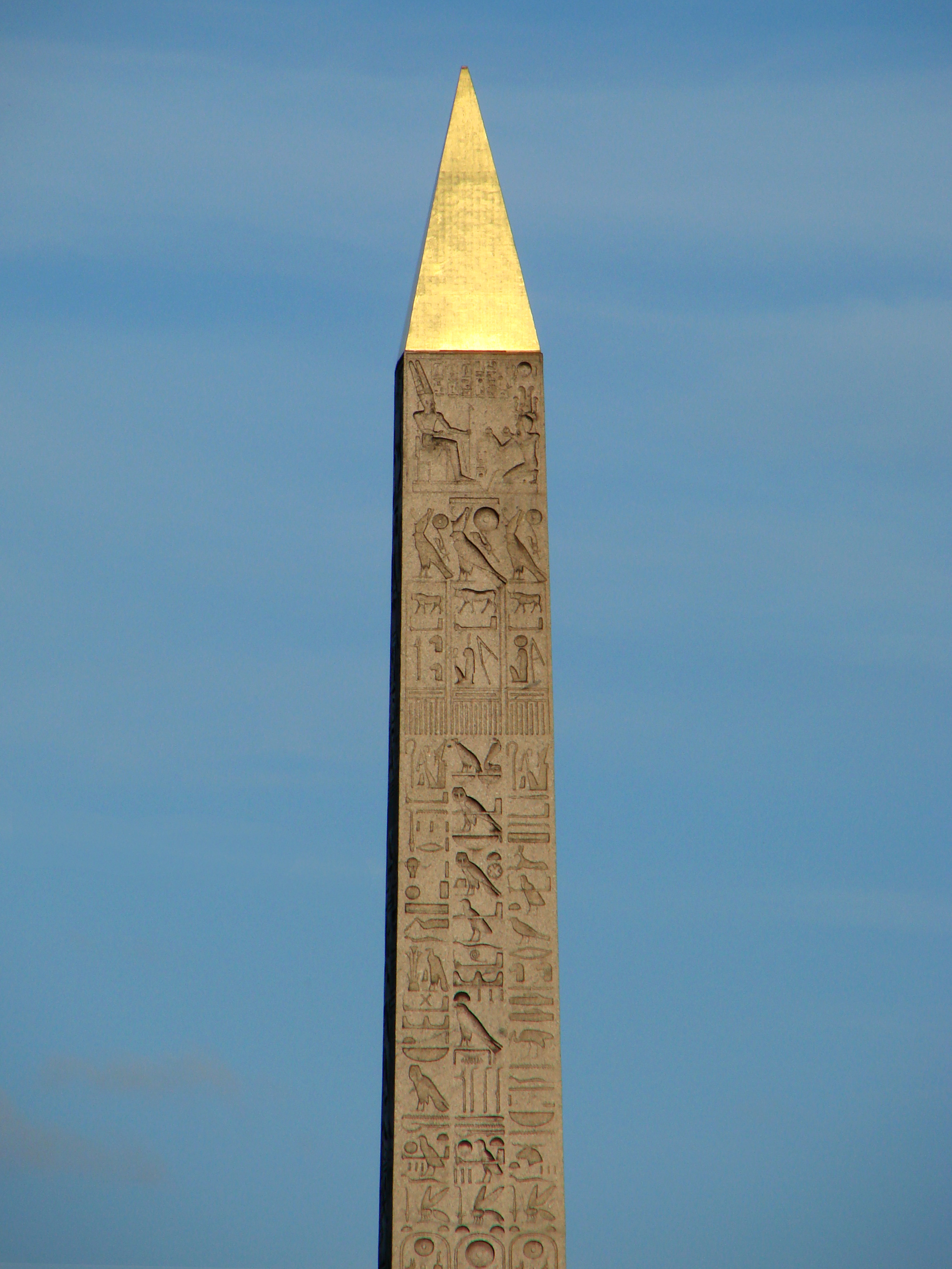
Piramidion z brązu, pokryty złotem na obelisku z Luksoru (Paryż)

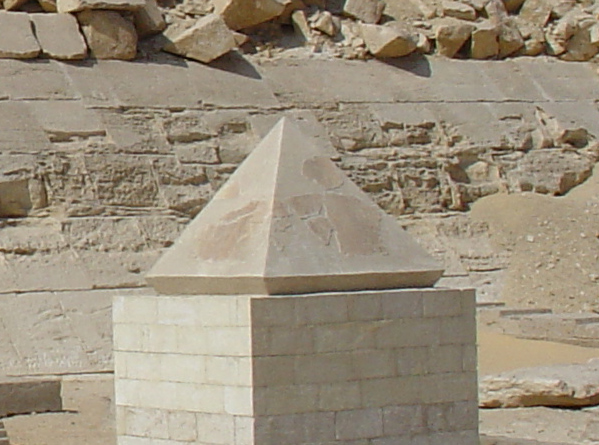
Piramidion z wapienia z Dahszur

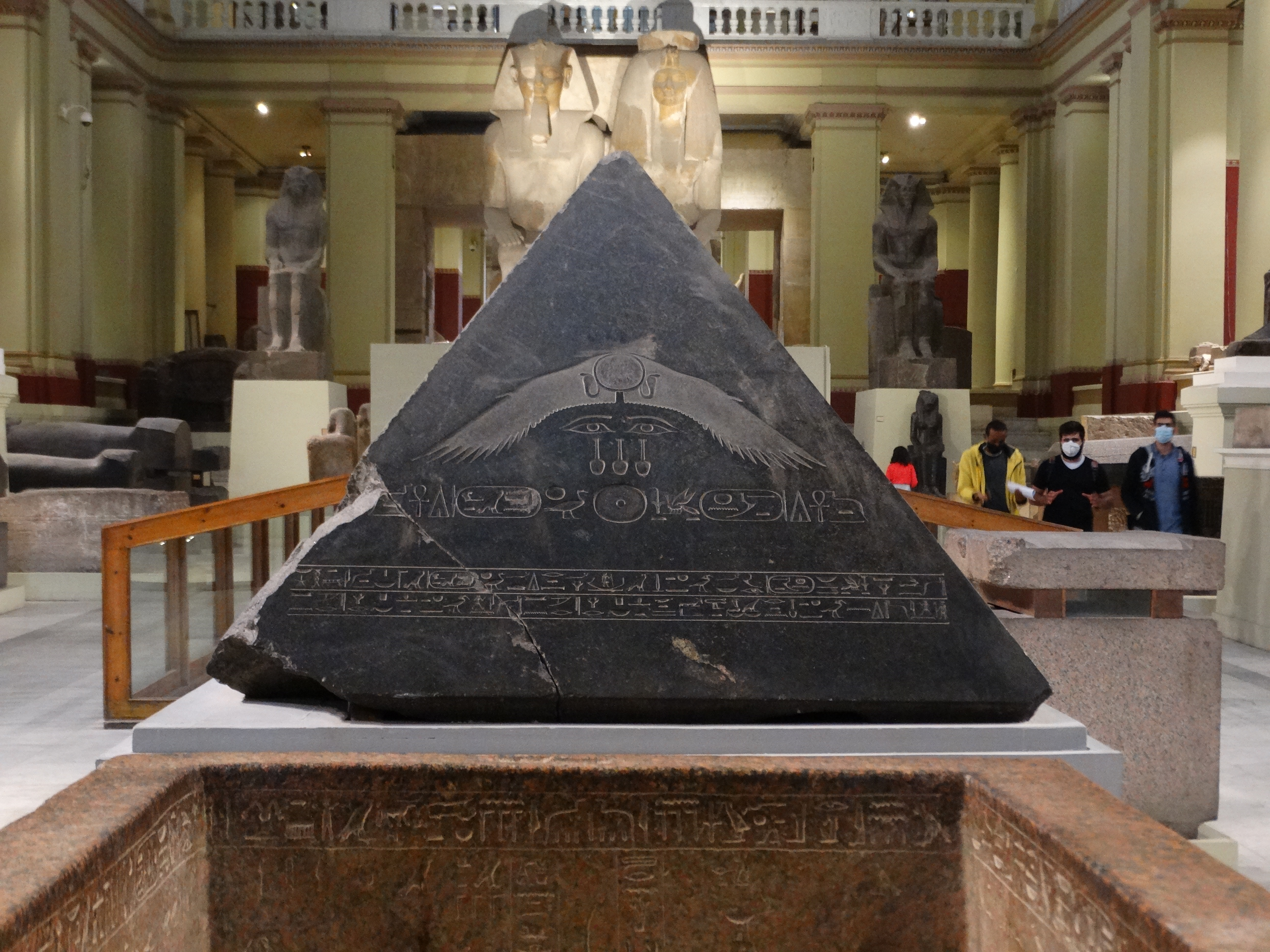
Piramidion Amenemhata III wykonany z granitu, pochodzący z Piramidy Czarnej. Stanowi część zbiorów Muzeum Egipskiego w Kairze.

Piramidion – kamień wieńczący szczyt piramidy lub obelisku.
W starożytnym Egipcie piramidion symbolizował prawzgórze benben, na którym, zgodnie z heliopolitańskim systemem kosmogoniczno-religijnym, objawił się pierwszy bóg – stwórca Atum-Ra. Kamień benben miał formę ostrosłupa, więc na jego cześć wznoszono piramidy o takim właśnie kształcie, będące jego powiększeniem.
W istocie piramidion był miniaturą piramidy właściwej z zachowaniem tych samych proporcji. W Starym Państwie był zwykle tworzony z granitu, diorytu lub wapienia i pokrywany złotem lub elektronem. W Średnim Państwie i przy końcu ery piramid był zwykle granitowy i pokryty inskrypcjami składającymi się z tekstów i symboli.
Piramidiony pojawiły się wraz z powstaniem „prawdziwych” piramid w kształcie ostrosłupa, z których pierwszą była Czerwona Piramida egipskiego władcy Snofru z IV dynastii. Piramidion tej piramidy był zbudowany z białego wapienia z Tura, mierzył około 0,75 m i nie zawierał żadnych napisów czy obrazków. Został odnaleziony w kawałkach i na ich podstawie zrekonstruowany. Obecnie stoi przy wschodnim brzegu Czerwonej Piramidy. Odnaleziono także piramidiony z kompleksów innych władców z tej dynastii: Chufu (Cheopsa) i Menkaure (Mykerinosa). Również zdobiły one piramidy władców z V, VI i późniejszych dynastii, przy czym wraz z pojawieniem się piramid królowych (zamiast wcześniejszych mastab) pojawiły się także piramidiony na ich szczytach, a następnie pojawiły się one na grobach prywatnych należących do wysokich dostojników i możnowładców.
Obecnie najbogatszą kolekcję piramidionów posiada Muzeum Egipskie w Kairze.